# Let the Rest of the World Go By
Let the Rest of the World Go By ist ein Popsong, den Ernest R. Ball (Musik) und J. Keirn Brennan (Text) verfassten und 1919 veröffentlichten.

## Hintergrund
Der irischstämmige, in Cleveland ansässige Ernest Ball (1878–1927) war Songwriter, Vaudevillepianist und arbeitete für den Musikverlag M. Witmark & Sons. Mit sentimentalen Songs wie Mother Machree, When Irish Eyes Are Smiling, Good-Bye, Good Luck, God Bless You und Let the Rest of the World Go By gehörte Ball zu einem der erfolgreichen Liedkomponisten der beiden ersten Jahrzehnte des 20. Jahrhunderts. J. Keirn Brennans Text von Let the Rest of the World Go By beschreibt nostalgisch die amerikanische Siedlermentalität. Die erste Strophe des Songs lautet:

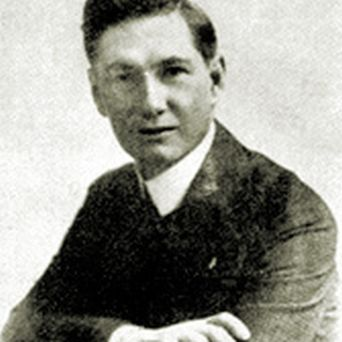
Ernest R. Ball

With someone like you, a pal good and true,
I'd like to leave it all behind and go and find
Some place that’s known to God alone,
Just a spot to call our own,
We'll find perfect peace,
Where joys never cease
Out there beneath a kindly sky,
We'll build a sweet little nest somewhere in the west
And let the rest of the world go by.

## Erste Aufnahmen und spätere Coverversionen
Zu den Musikern, die den Song in den Vereinigten Staaten ab 1920 erfolgreich coverten, gehörten Henry Burr sowie das Gesangsduo aus Elizabeth Spencer und Charles Hart (Victor 18638). 
In Deutschland spielte 1920 Kapellmeister Stern mit seiner Künstlerkapelle vom Hotel Adlon Berlin das Lied instrumental bei der Leipziger Polyphon ein.
Der Diskograf Tom Lord listet im Bereich des Jazz insgesamt 23 (Stand 2015) Coverversionen, u. a. von Lizzie Miles, Bob Scobey, Terry Lightfoot's New Orleans Jazzmen, William Bolcom, Lasse Samuelson/Lena Ericsson/Georgie Fame (1985), Louis Nelson's New Orleans Jazz Band, Ian Whitcomb and His Bungalow Boys, Bob Schulz and His Frisco Jazz Band sowie von der Maryland Jazz Band of Cologne. Verwendung fand der Song auch in mehreren Filmen; Dick Haymes sang ihn in When Irish Eyes Are Smiling (1944). Auch die Chordettes (Columbia 39253; 1951), Sunny Gale, Connie Francis (1961), Ringo Starr (Sentimental Journey), John Barry (Soundtrack von Jenseits von Afrika, 1985), Pat Boone und Max Bygraves coverten den Song.